# Minnesotaite
La minnesotaite è un minerale.